# دانالد مارگولیس
دانالد مارگولیس (انگلیسی: Donald Margulies؛ زادهٔ ۲ سپتامبر ۱۹۵۴) یک نمایش‌نامه‌نویس اهل ایالات متحده آمریکا است.
وی همچنین برنده جوایزی همچون کمک هزینه گوگنهایم شده است.